# ضريح نادر شاه
ضريح نادر شاه (بالفارسية: آرامگاه نادرشاه) ضريح تاريخي يعود إلى الدولة البهلوية، ويقع في مشهد. هذا المبنى هو قبر نادر شاه.

## معرض الصور

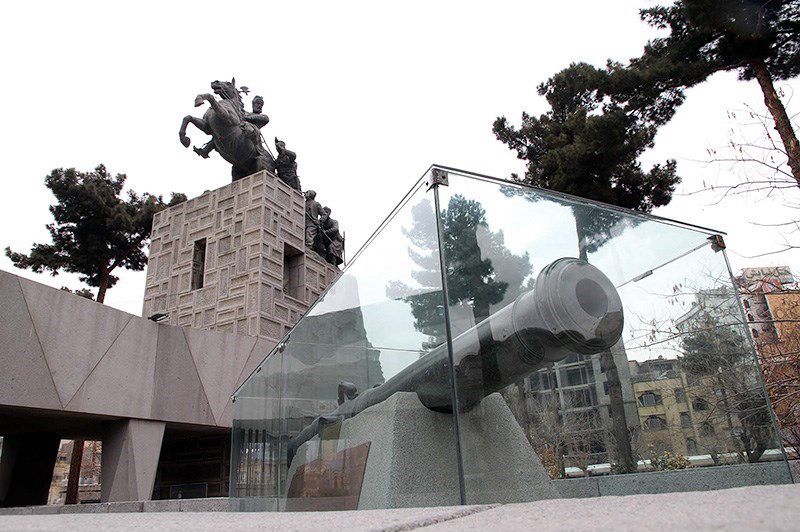
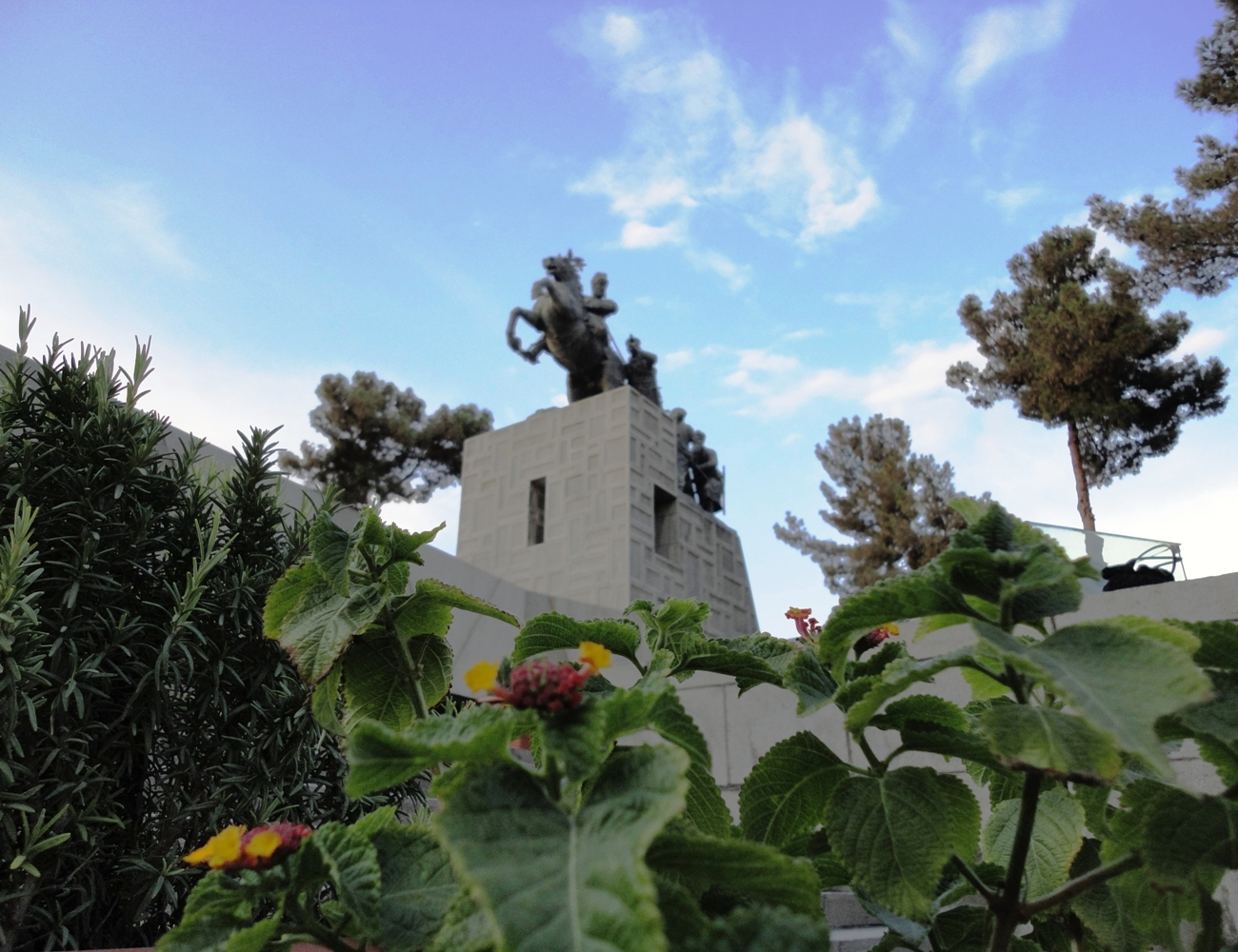
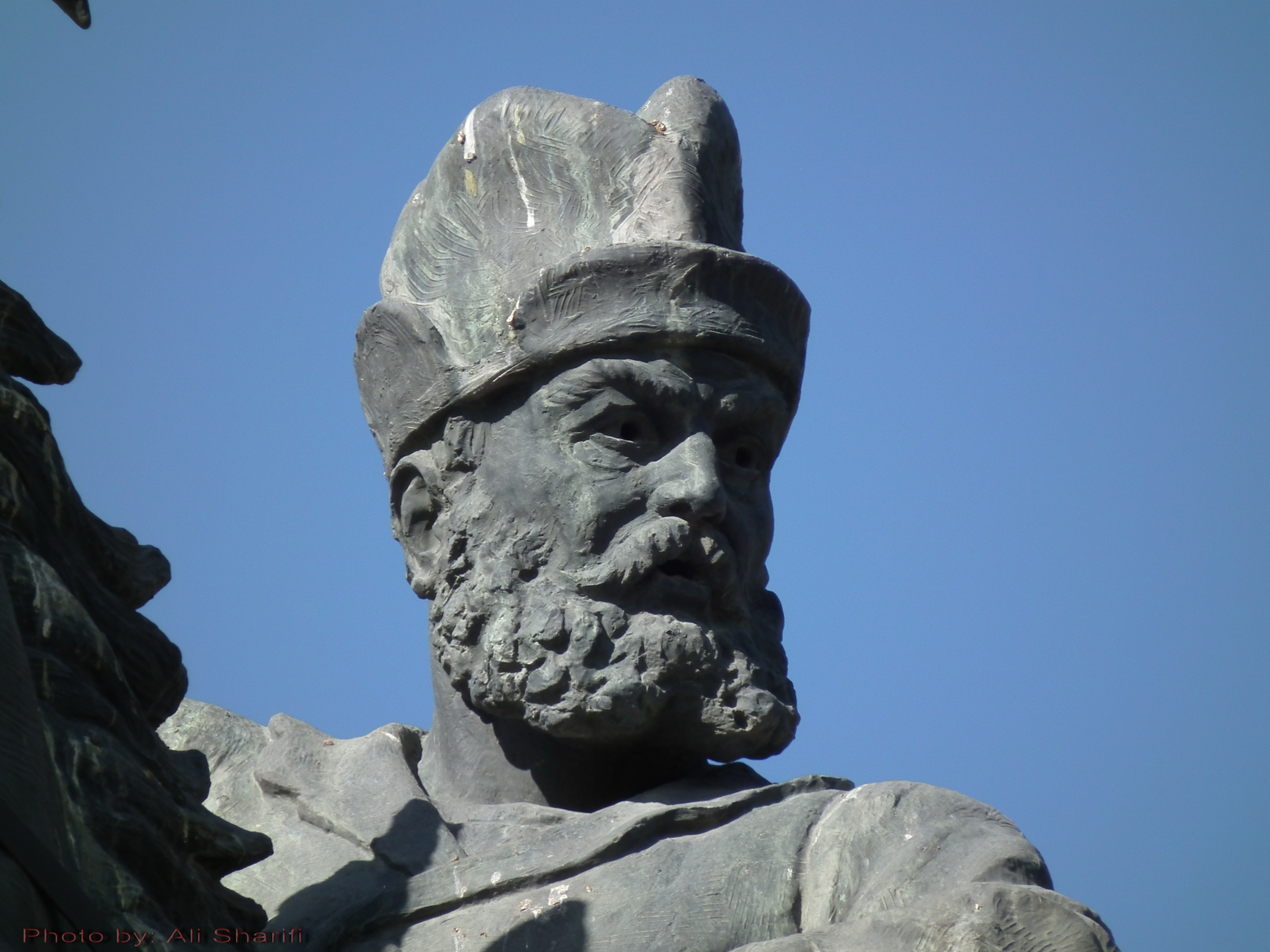
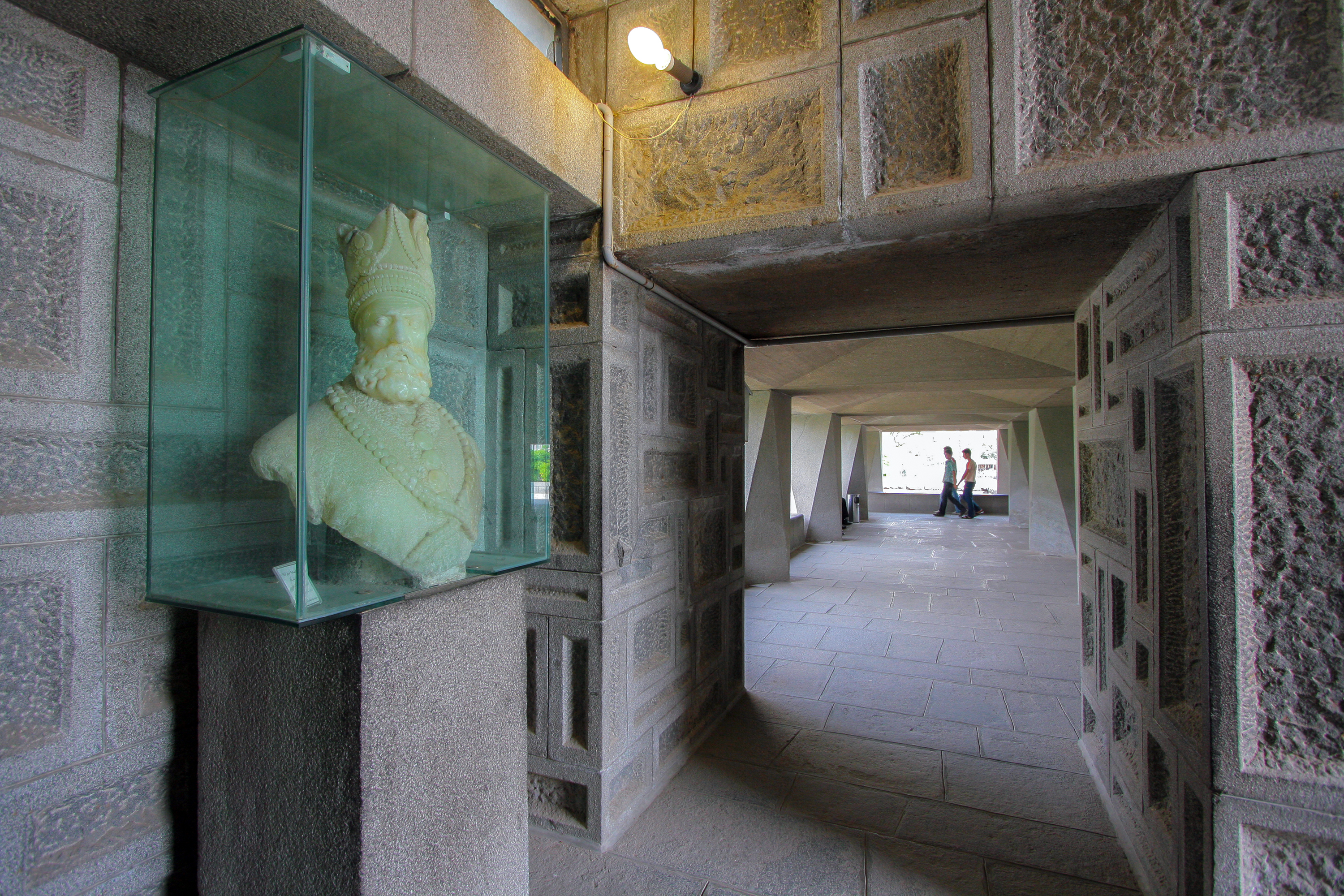
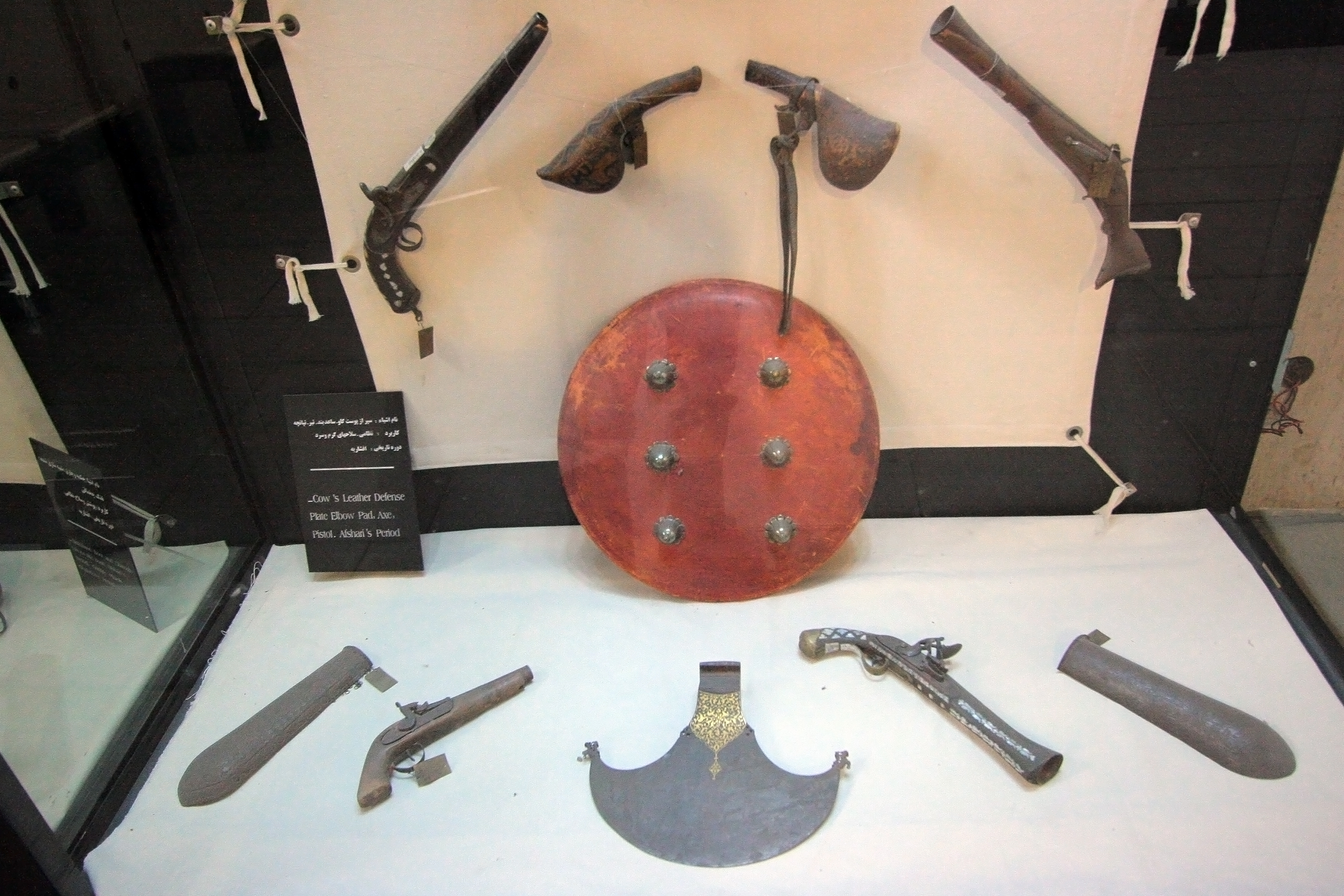
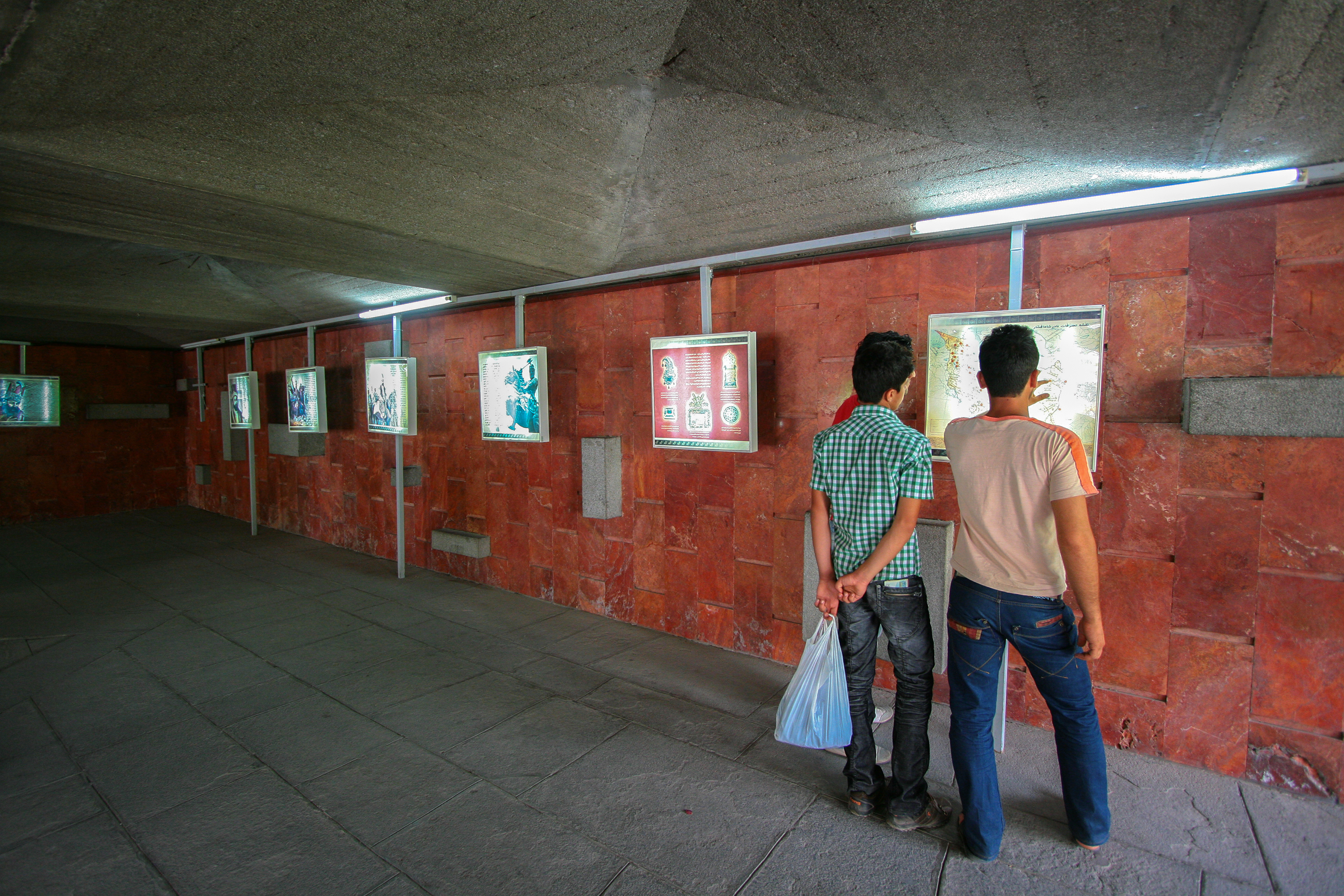
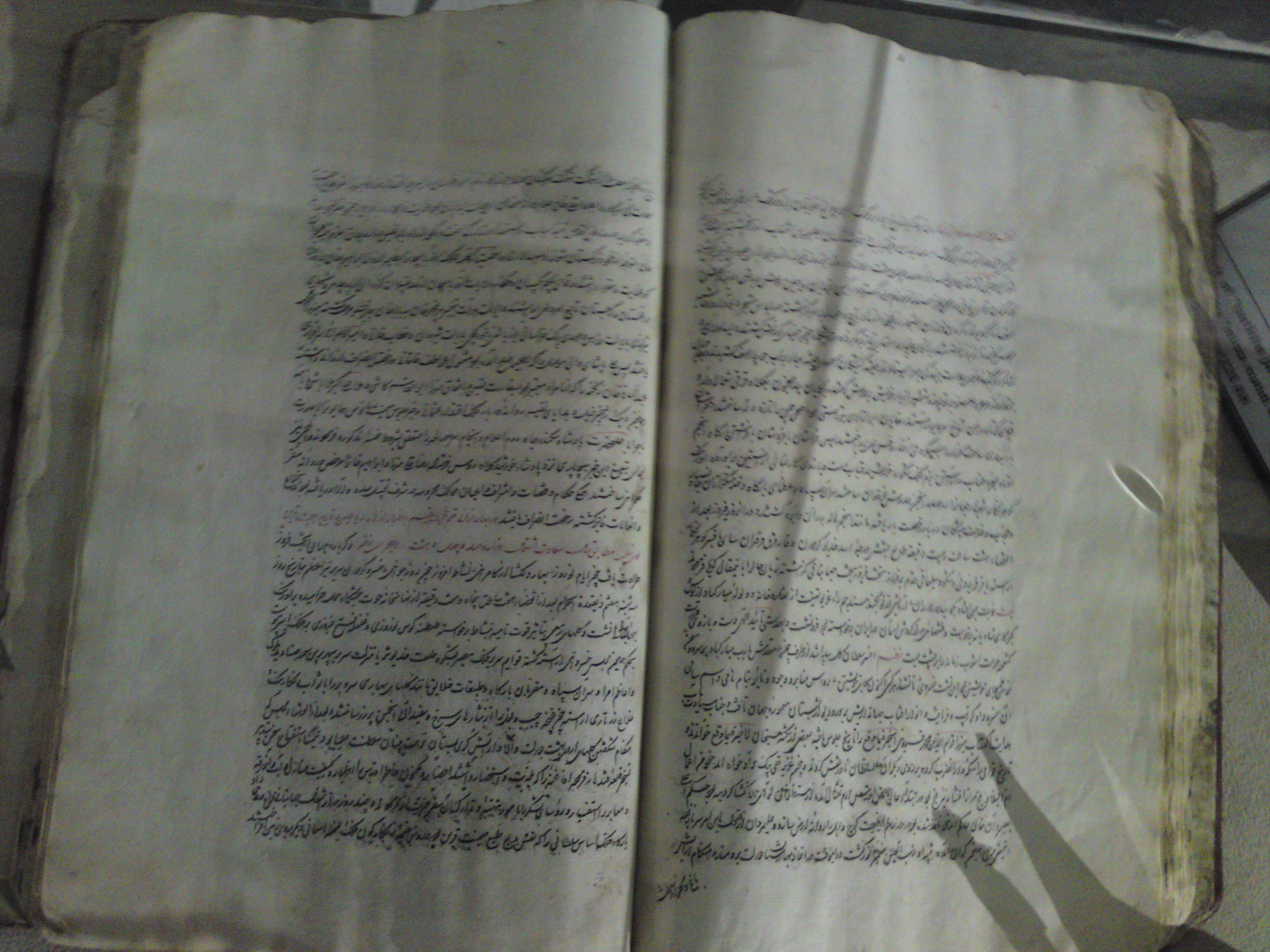